# 張明誠
張明誠（越南语：／，？年—1810年），越南阮朝大臣，阮初封誠信侯。

## 生平
張明誠是嘉定城藩安鎮新平府平陽縣亨通村（今屬胡志明市）人，景興五十二年（1791年），阮福映在嘉定城開科，張明誠應試，出任儒學訓導，後進入貢士院。景興五十四年（1793年），擢升為侍書院。景興六十年（1799年），升任侍書院奉旨。嘉隆元年（1802年），升翰林院侍書奉旨，兼尚寶卿，不久出為廣德營該簿。他在任期間勤勉能幹，後回朝擔任戶部右參知。嘉隆九年（1810年），張明誠去世。明命二十年（1839年），因兒子張明講被追贈為禮部尚書。
張明誠墓位於今胡志明市旧邑郡第七坊，今已荒废。

## 子女
子張明講官至東閣大學士、鎮西將軍，封平城伯。